# Гарин, Борис Иванович
Бори́с Ива́нович Га́рин (3 октября 1921, Скопин — 2 мая 1984) — командир эскадрильи 617-го штурмового авиационного полка 291-й штурмовой авиационной дивизии 2-й воздушной армии Воронежского фронта. Герой Советского Союза.

## Биография
Родился 3 октября 1921 года в городе Скопине в семье русского военнослужащего. Рос и учился в городе Сухуми, где окончил среднюю школу и аэроклуб.
В 1938-м году вступил в ряды Красной армии. В 1940-м году окончил Сталинградскую военно-авиационную школу и работал в ней лётчиком-инструктором.
Участник Великой Отечественной войны с января 1942 г. В ходе жарких схваток с фашистами в небе над Курской дугой старшего лейтенанта Бориса Гарина назначили командиром эскадрильи. С самолёта Р-5 он пересел на Ил-2. К концу сентября 1943 года совершил 98 боевых вылетов на штурмовку живой силы и техники противника, железнодорожных узлов, переправ и других военных объектов. В воздушных боях сбил два вражеских самолёта.
Указом Президиума Верховного Совета СССР «О присвоении звания Героя Советского Союза офицерскому составу военно-воздушных сил Красной Армии» от 4 февраля 1944 года за «образцовое выполнение боевых заданий командования на фронте борьбы с немецкими захватчиками и проявленные при этом отвагу и геройство» удостоен звания Героя Советского Союза с вручением ордена Ленина и медали «Золотая Звезда» (№ 2380).
До конца Великой Отечественной войны воевал майор на 3-м Украинском фронте в составе 10-й гвардейской штурмовой авиационной дивизии 17-й воздушной армии. Всего за период войны он совершил 313 боевых вылетов, из них на самолёте Р-5 — 98 вылетов и на Ил-2 в качестве ведущего группы — 215. Эскадрилья под командованием Бориса Гарина сбила 25 самолётов противника.
Закончил войну в Югославии командиром эскадрильи 167-го гвардейского штурмового авиационного полка.
После войны продолжал службу в советской авиации. В 1958 г. окончил Военно-воздушную академию и был назначен командиром авиационного полка.
В 1964 году в звании полковника после тяжёлого инфаркта уволен из армии в запас. Жил в Киеве. Работал в центральном аппарате Минлеспрома УССР инженером, вёл большую работу по военно-патриотическому воспитанию молодёжи. 2 мая 1984 года Борис Иванович Гарин скончался.
Похоронен в Киеве, на Байковом кладбище, где сооружён ему памятник с бронзовым бюстом.
Память
Именем Б. Гарина были названы улицы в Киеве и Одессе. Его имя также носила и пионерская дружина школы № 7 г. Сухуми.

## Награды
- Орден Ленина
- Три ордена Красного Знамени
- Орден Александра Невского (СССР)
- Два ордена Отечественной войны I степени
- Орден Красной Звезды
- Медаль «За боевые заслуги»
- Медаль «За оборону Сталинграда»
- Медаль «За победу над Германией в Великой Отечественной войне 1941—1945 гг.»
- Медаль «За освобождение Белграда»